# انجیربند
روستای انجیربند در شمال غربی بخش علامرودشت و در مسیر جاده علامرودشت به گله‌دار واقع شده‌است. مردم این روستا از عشایر قشقایی می‌باشند.
طایفه آنها عمله بوده و تیرهٔ آنها بلو است و مردم روستا به زبان ترکی قشقایی با یکدیگر تکلم می‌کنند. انجیربند به سه قسمت تقسیم شده‌است و شغل اکثر مردم این روستا کشاورزی و دامداری است. آب و هوای انجیربند گرم و خشک است. این روستا از قدیمی‌ترین روستاهای بخش علامرودشت می‌باشد، بطوری که سال تأسیس دبستان کمیل انجیربند به دوازده سال قبل از انقلاب اسلامی برمی‌گردد.این روستا در ابتدا انجیربان نام داشت و به مرور زمان به انجیربند تغییر نام پیدا کرد. این روستا و روستای ظالمی به لحاظ قدمت از سایر روستاهای بخش علامرودشت قدیمی تر هستند.
انجیربند به طور کلی روستای پرجمعیتی نیست.